# Lalleu
Lalleu település Franciaországban, Ille-et-Vilaine megyében. Lakosainak száma 581 fő (2022. január 1.). Lalleu Tresbœuf, La Bosse-de-Bretagne, La Couyère, Ercé-en-Lamée és Thourie községekkel határos.

## Népesség
A település népességének változása:
| Lakosok száma | 588  | 460  | 445  | 545  | 601  | 587  | 567  | 561  | 557  | 581  |
|               | 1968 | 1982 | 1990 | 2006 | 2013 | 2015 | 2017 | 2019 | 2020 | 2022 |